# Brig-Glis
Brig-Glis ist eine Munizipalgemeinde und eine Burgergemeinde mit einem Burgerrat im schweizerischen Kanton Wallis und Hauptort des Bezirks Brig sowie eine Pfarrgemeinde des Dekanats Brig. Die Gemeinde bildet das wirtschaftliche Zentrum des deutschsprachigen Oberwallis und war Alpenstadt des Jahres 2008.

## Geographie

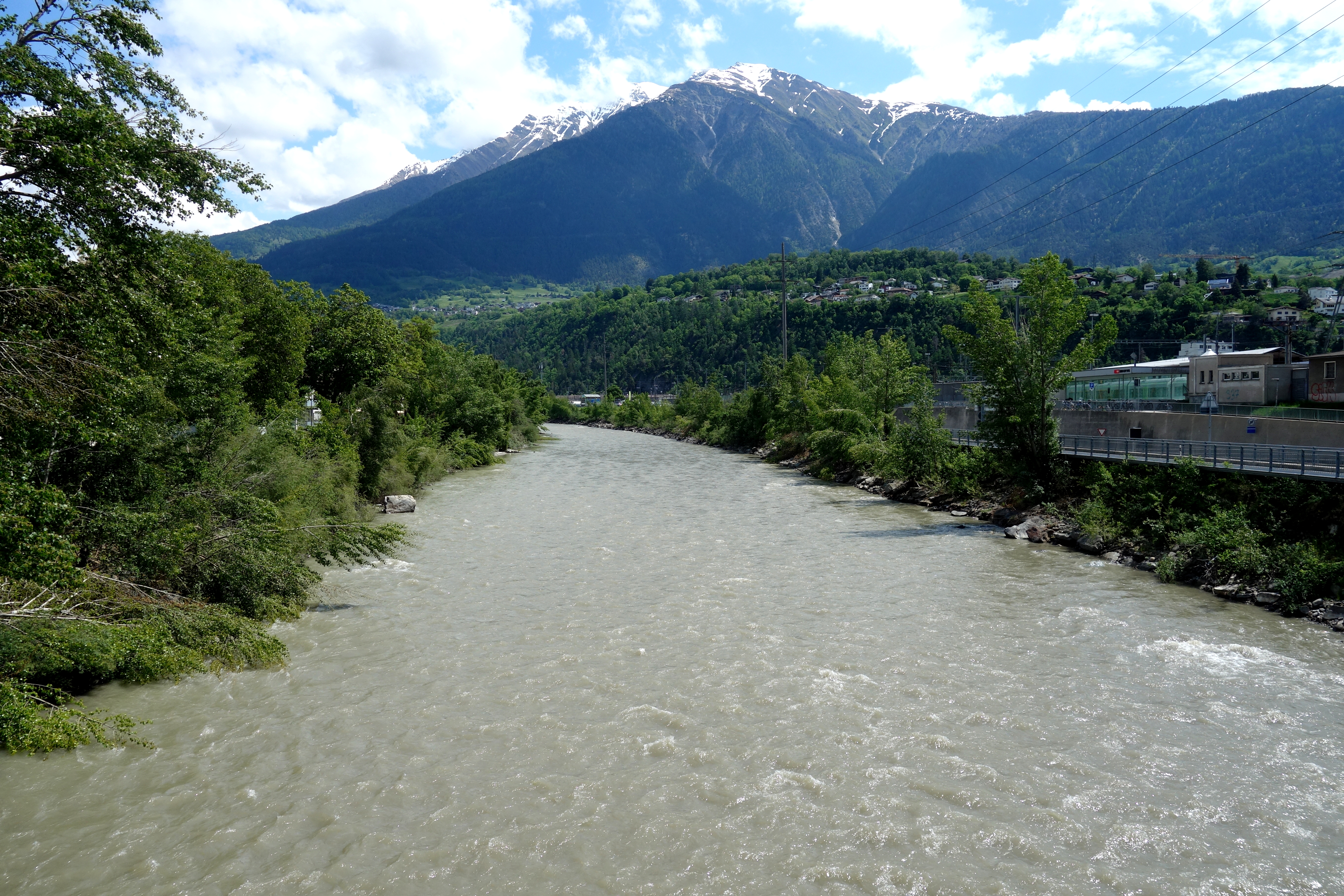
Die Rhone bei Brig-Glis

Luftbild (1949)

Brig-Glis liegt zwischen den südlichen Berner Alpen und den nördlichen Walliser Alpen an der Einmündung der Saltina in die Rhone. Das Gemeindegebiet reicht von der Talebene (678 m ü. M.) bis hinauf auf das zur Weissmiesgruppe gehörende Spitzhorli (2737 m ü. M.), das sich westnordwestlich des Simplonpasses erhebt.
Durch Brig-Glis führt als Teil der Europastraße 62 die abschnittsweise als Autobahn A9 ausgebaute Hauptstrasse 9, die von der Gemeinde in Richtung Süden zum Simplonpass hinauf und dann weiter nach Italien verläuft. Von dieser Straße zweigt im westlichen Gemeindegebiet die Hauptstrasse 19 ab, die nordostwärts über den Furkapass in das Rheintal im Kanton Graubünden verläuft.
Durch Brig-Glis führt die Glacier-Express-Route (St. Moritz−Zermatt) und vom Bahnhof in Richtung Italien der Simplontunnel.
Brig-Glis besteht aus Brig, Glis (mit dem Weiler Gamsen) und Brigerbad. Die Nachbargemeinden im Bezirk Brig sind Naters, Termen, Ried-Brig und Simplon und im Bezirk Visp Lalden, Visp und Visperterminen. Mit den ersten drei dieser Gemeinden ist es eine Agglomeration von ca. 30.000 Einwohnern.

## Geschichte
Die Gemeinde Brig-Glis entstand am 1. Januar 1973 aus der Fusion der früheren Gemeinden Brig, Glis (mit dem Weiler Gamsen) und Brigerbad. Seither hat sich ihr Gesicht durch die rege Bautätigkeit vor allem im Ortsteil Glis stark weiterentwickelt.
Bereits im Mittelalter führte die Saltina regelmässig Hochwasser, was immer wieder zu verheerenden Überschwemmungen führte. Zuletzt trat die Saltina 1993 über die Ufer, als sich die enormen Wassermengen an der Saltinabrücke stauten und den Stadtkern bis zum Bahnhof überfluteten. Das Geschiebe türmte sich beim Bahnhof bis zu 3 m hoch. Das Problem wurde 1997 mit der Inbetriebnahme einer Hubbrücke entschärft. Das System bewährte sich beim Hochwasser 2000.

## Politik
Seit der Fusion von 1973 bestand der Gemeinderat aus elf Mitgliedern. Die Sitzzahl wurde von der früheren Gemeinde Brig übernommen. Auf die Gemeinderatswahlen von 2004 hin wurde der Gemeinderat auf sieben Mitglieder verkleinert. Es wird nach Proporz gewählt. Nach der Wahl vom 18. Oktober 2020 sind folgende Parteien im Gemeinderat vertreten: CSPO (1 Sitz), CVP (2 Sitze), FDP (1 Sitz), SP/Grüne/Unabh. (1 Sitz) und SVP/Freie Wähler (2 Sitze).
Bei den Schweizer Parlamentswahlen 2019 betrugen die Wähleranteile in Brig-Glis: CVP (inkl. CSPO) 44,5 %, SVP 32,8 %, SP 10,0 %, Grüne 6,8 %, FDP 3,9 %, glp 1,8 %.

### Gemeinderat
- SP-GPS-Unabh.: 1
- CSPO: 1
- CVP: 2
- FDP: 1

## Wappen
Beschreibung: Ein goldgebordetes rotes Schild mit drei pfahlgestellten goldenen sechszackigen Sternen als Brustschild liegt auf einem rotbewehrten und -gekrönten schwarzen Adler mit rotem Pfeilschwanz im goldenen Schild auf.

## Bevölkerung
| Jahr      | 1980  | 1990   | 2000   | 2010   | 2012   | 2014   | 2016   |
| --------- | ----- | ------ | ------ | ------ | ------ | ------ | ------ |
| Einwohner | 9.608 | 10.602 | 11.590 | 12.467 | 12.728 | 12.935 | 13.158 |

## Stadtpräsidenten
Seit den Gemeinderatswahlen von 1972:
| Amtszeit  | Name             | Partei |
| --------- | ---------------- | ------ |
| 1973–1984 | Werner Perrig    | CVP    |
| 1984–1995 | Rolf Escher      | CVP    |
| 1996–2000 | Peter Planche    | FDP    |
| 2001–2012 | Viola Amherd     | CVP    |
| 2013–2020 | Louis Ursprung   | –      |
| 2021–     | Mathias Bellwald | FDP    |

## Wirtschaft

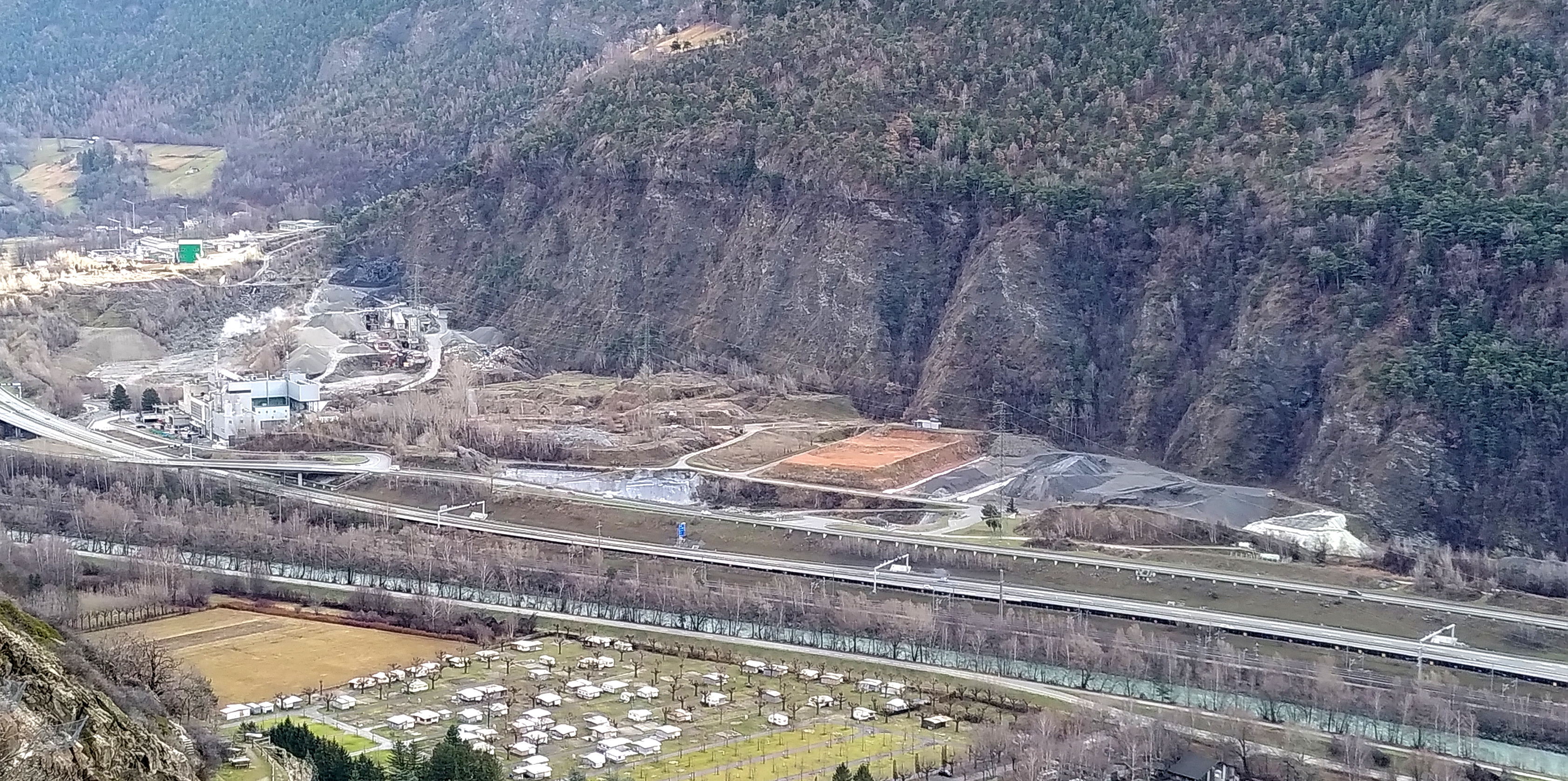
Deponie Gamsenried bei Gamsen, Kanton Wallis, Schweiz. Die Firma Lonza lagerte dort während rund sechzig Jahren (1918–1978) Chemieabfälle des Werkes Visp ab.

Brig-Glis ist das Zentrum des deutschsprachigen Teils des Oberwallis. Diese Rolle erhielt das damalige Dorf Brig durch den Bau des Simplontunnels, der 1906 als Anschluss an das europäische Schienennetz eingeweiht wurde. Damit wurde Brig zu einem Kristallisationspunkt für Dienstleistungsunternehmen, von der Güterspedition am Anfang des 20. Jahrhunderts bis hin zum im heutigen Brig-Glis befindlichen „virtuellen Bahnhof“ der SBB, einem Call-Center, von dem aus auf elektronischen Kommunikationskanälen weltweit Auskünfte erteilt und Billette ausgestellt werden.
Rund 80 % der Bevölkerung arbeiten im Dienstleistungssektor. Die Industrie besteht nur aus einem grösseren Betrieb, der in Gamsen domizilierten Société Suisse des Explosifs (SSE), einer ehemaligen Sprengstofffabrik, die heute ein diversifiziertes Chemieunternehmen ist.

## Kultur und Sehenswürdigkeiten

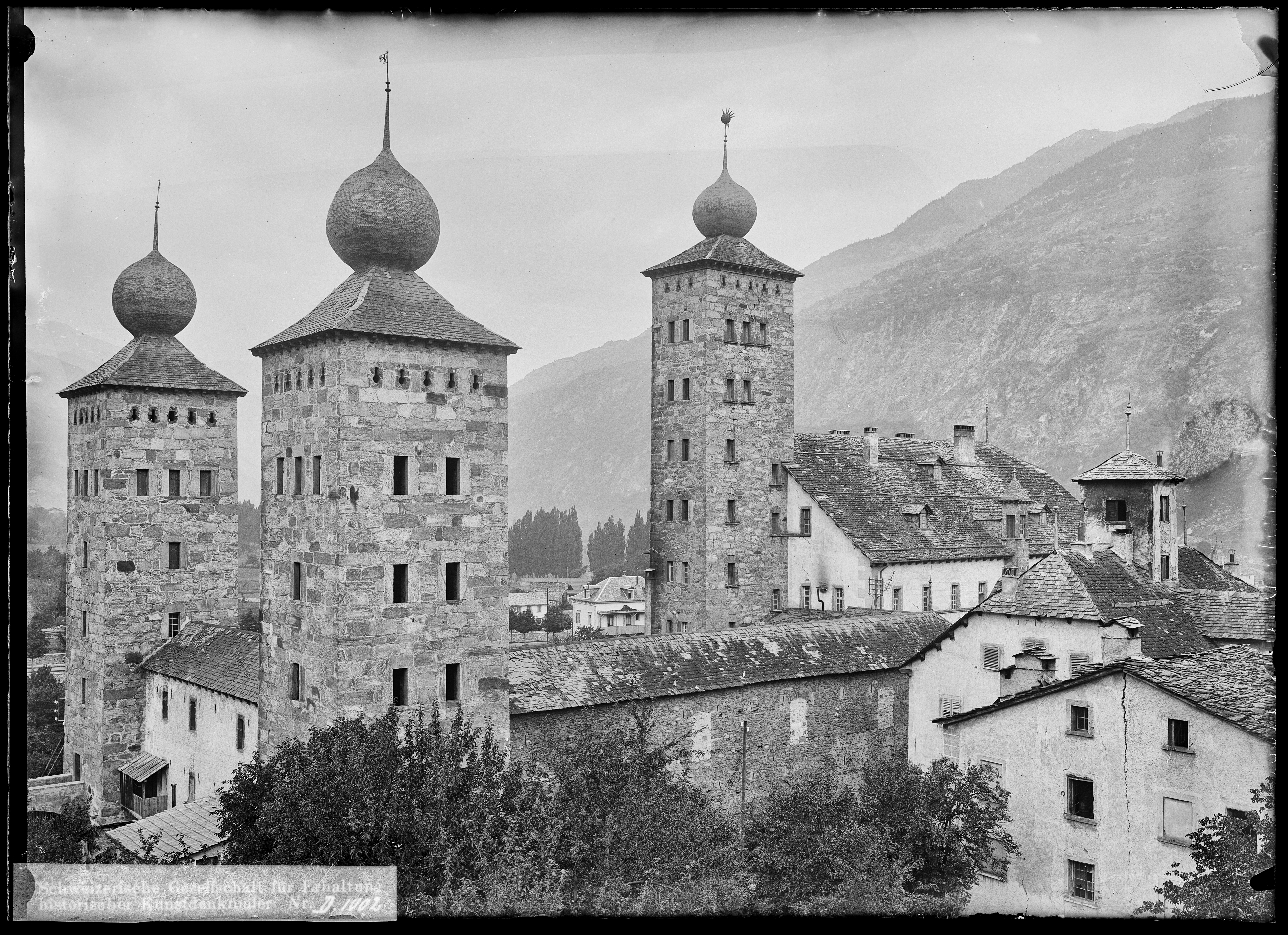
Das Stockalperschloss, Wahrzeichen Brigs

Wichtige Einrichtungen sind das Keller-Theater, das Zeughaus Kultur, der Rittersaal im Stockalperschloss und der Grünwaldsaal in der Mediathek Wallis. Auch in der Simplonhalle (Kongresszentrum) werden regelmässig Veranstaltungen auf die Bühne gebracht.

## Partnerstädte

### Domodossola
Im Jahr 2006 ehrten beide Städte das Jahrhundertjubiläum des früher längsten Bahntunnels der Welt. Zu diesem Zweck wurde ein Organisationskomitee unter der Schirmherrschaft der beiden Stadtpräsidien gegründet, welches die Feier mit einigen Aktionen begleitete. Eine davon ist die Städtepartnerschaft von Brig-Glis und Domodossola, die eine alte Verbindung wieder aufblühen lässt. Heute stellen ein ganzjährig geöffneter Simplonpass und die Zugverbindung durch den Simplontunnel den grenzübergreifenden Verkehr sicher.

### Langenthal
Mit der Stadt Langenthal im bernischen Oberaargau besteht seit Sommer 2001 eine Städtepartnerschaft. Obwohl Langenthal im Gegensatz zu Brig-Glis eine industrielle Stadt ist, bestehen eine Reihe von Gemeinsamkeiten: Zum einen bilden beide ein regionales Zentrum, zum anderen spielt in beiden Städten das Wasser eine grosse Rolle. Beide Städte können überdies eine beachtliche Fasnachtstradition vorweisen.

### San Jerónimo Norte
Ab 1858 wanderten viele Oberwalliser nach Argentinien aus, wo ihnen in der Provinz Santa Fe Ackerboden zugewiesen wurde. Daraus entwickelte sich die Kolonie San Jerónimo Norte mit 7500 Einwohnern, die hauptsächlich von Oberwalliser Immigranten abstammen. Die Verbindung zur alten Heimat und die deutsche Sprache verloren sie nie ganz. Seit 1991 haben sich die Kontakte durch gegenseitige Besuche intensiviert, bis 2015 eine Partnerschaft mit der Stadtgemeinde Brig-Glis unterzeichnet wurde. Zudem befanden sich unter den ersten fünf Familien, die nach Argentinien auswanderten, drei aus Brig und der näheren Umgebung. Bei ihrem Besuch brachte die Delegation des Stadtrates eine Nachbildung der mittelalterlichen Madonna-Statue der Gliser Kirche nach Argentinien, welche die Verbundenheit über den Atlantik symbolisieren soll. Bereits ein Jahr später, im Jahr 2016, nahm eine Mannschaft des FC Brig-Glis an einem interamerikanischen Turnier in San Jerónimo Norte teil, um auch auf der sportlichen Ebene die Partnerschaft zu pflegen.

## Persönlichkeiten

### Söhne und Töchter der Gemeinde
- Hans Loretan (1920–2008), Bildhauer
- Paul Schmidhalter (1931–2005), Politiker, Nationalratspräsident
- Iwar Werlen (* 1947), Sprachwissenschaftler und Hochschullehrer
- Peter Bodenmann (* 1952), Politiker und Unternehmer
- Viola Amherd (* 1962), Politikerin (CVP), 2000–2012 Präsidentin Brig-Glis, 2005–2018 Nationalrätin, seit 2019 Bundesrätin
- Silvan Zurbriggen (* 1981), Skirennfahrer
- Nicolas Eyer (* 1986), Schriftsteller
- Sandro Theler (* 2000), Fussballspieler
- Uros Vasic (* 2001), Fussballspieler

### Personen mit Bezug zu Brig-Glis
- Josef Escher (1885–1954), in Glis begrabener Politiker und Bundesrat
- Hieronymus Lochmatter (1916–1993), lebte und starb in Brig-Glis, Dirigent und Komponist
- Josef Zimmermann (1939–2018), Matura am Kollegium Spiritus Sanctus Brig, römisch-katholischer Geistlicher
- Aldo Zenhäusern (1951–2012), verstarb in Brig-Glis, Eishockeynationalspieler
- Esther Waeber-Kalbermatten (* 1952), Matura am Kollegium Spiritus Sanctus Brig, Politikerin, Staatsrätin des Kantons Wallis
- Kurt Marti (* 1960), lebt und arbeitet in Brig-Glis, Journalist